# Indokínai tigris
Az indokínai tigris (Panthera tigris corbetti) a ragadozók (Carnivora) rendjébe és a macskafélék (Felidae) családjába tartozó tigris (Panthera tigris) egy alfaja.

## Előfordulása
Legnagyobb számban Thaiföldön és Laoszban él, de megtalálható Kambodzsában, Malajziában és Mianmar délkeleti, valamint Vietnám északnyugati részén. Számukat ma 1100 – 1800-ra becsülik.

## Megjelenése
Ez az alfaj kisebb koponyájú, sötétebb színű, és a csíkjai is keskenyebbek, mint a bengáli tigrisnek. Méretre kisebb, mint a bengáli-vagy szibériai tigris. A hímek hossza orruktól a farkuk végéig 255–285 cm, a nőstények hossza 230–255 cm. A hímek tömege 150–195 kg, míg a nőstényeké csak 100–130 kg.

## Életmódja
A kutatások szerint a nőstények territóriuma 70 ± 30 km2, a hímeké pedig 270 ± 90 km2.
Prédáinak méretskálája 3-287 kg között mozog. Leggyakrabban számbárszarvasra, bantengre, gaurra és vaddisznóra vadászik, továbbá még ázsiai elefánt borjú, örvös sertésborz, tarajossül, muntyákszarvas, széró, tobzoska és langur is előfordulhat.